# Żołobne
Żołobne (ukr. Жолобне) – wieś na Ukrainie, w obwodzie żytomierskim, w rejonie nowogrodzkim, nad Żołobenką. W 2001 roku liczyła 719 mieszkańców.